# مايك ميرفي (لاعب هوكي جليد)
مايك ميرفي هو لاعب هوكي جليد كندي، ولد في 15 يناير 1989 في كينغستون في كندا.

## وصلات خارجية
- مايك ميرفي على موقع دوري الهوكي الوطني (الإنجليزية)
- مايك ميرفي على موقع EliteProspects.com (الإنجليزية)
- مايك ميرفي على موقع HockeyDB.com (الإنجليزية)
- مايك ميرفي على موقع Hockey-Reference.com (الإنجليزية)